# Lafare
Lafare település Franciaországban, Vaucluse megyében. Lakosainak száma 127 fő (2022. január 1.). Lafare Beaumes-de-Venise, Gigondas, La Roque-Alric és Suzette községekkel határos.

## Népesség
A település népességének változása:
| Lakosok száma | 125  | 126  | 122  | 116  | 119  | 121  | 122  | 125  | 127  |
|               | 2013 | 2015 | 2016 | 2017 | 2018 | 2019 | 2020 | 2021 | 2022 |